# Cars - Motori ruggenti
Cars - Motori ruggenti (Cars) è un film d'animazione del 2006 co-scritto e diretto da John Lasseter; prodotto da Pixar Animation Studios, in co-produzione con Walt Disney Pictures (il primo dopo l'acquisizione di Pixar da parte di quest'ultima) e distribuito da Buena Vista International. 
7º lungometraggio Pixar, la pellicola è dedicata alla memoria di Joe Ranft, coautore e coregista, deceduto in seguito ad un incidente stradale nell'agosto 2005 a 45 anni. Il film, da cui è stato tratto un franchise, ha avuto due sequel: Cars 2 (2011) e Cars 3 (2017), due spin-off, Planes e Planes 2 - Missione Antincendio, e tre cortometraggi dedicati.
Accolto positivamente dalla critica e dal pubblico, è il primo film d'animazione della storia insignito del Golden Globe quale miglior film d'animazione (categoria introdotta proprio nella cerimonia del 2007), e oltre ad alcuni importanti riconoscimenti, ebbe anche due candidature agli Oscar 2007 come miglior film d'animazione (poi persa e andata ad Happy Feet della Village Roadshow Pictures) e per la miglior canzone (Our Town, scritta e composta da Randy Newman).

## Trama
Saetta McQueen è una giovane auto da corsa che partecipa per la prima volta alla 'Piston Cup', prestigioso campionato automobilistico degli Stati Uniti d'America. Il suo sogno è quello di diventare il primo pilota a vincere la competizione da esordiente e ottenere la prestigiosa sponsorizzazione Dinoco. I suoi più diretti rivali, che dominano la classifica insieme a lui a parità di punteggio, sono Strip Weathers, detto "The King", pluricampione alla sua ultima stagione, visto da Saetta come un maestro e un idolo, e Chick Hicks, eterno secondo che spesso ricorre a scorrettezze e vigliaccherie pur di vincere. Durante l'ultima gara della stagione, Saetta impone ai suoi meccanici di non cambiargli le gomme e fare solo rifornimento di carburante; ciò gli concede un giro di vantaggio e sembra che abbia la vittoria in tasca, ma all’ultimo giro due delle sue gomme esplodono. The King e Chick lo raggiungono rapidamente e la gara si conclude incredibilmente con tutti e tre che tagliano il traguardo nello stesso istante: la commissione decide di organizzare una gara di spareggio tra loro la settimana successiva in California.
Dopo aver girato uno spot pubblicitario per il suo sponsor ed essere stato piantato in asso dal suo team, che non sopporta più il suo atteggiamento egocentrico, Saetta sale a bordo del rimorchio del suo camion personale Mack e parte per la California. A un certo punto del viaggio Mack si sente stanco e vorrebbe riposarsi, ma Saetta gli impone di proseguire, volendo arrivare per primo in California per conoscere i vertici Dinoco. Mack, assonnato, viene circondato da quattro auto truccate che, dopo averlo fatto addormentare suonando una melodia lenta (Songbird di Kenny G), gli danno un colpo al rimorchio facendolo sbandare, quindi un modellino cade e schiaccia il pulsante di apertura del portellone posteriore: Saetta, addormentato, viene sbalzato fuori dal rimorchio, ritrovandosi contromano in autostrada. Inseguendo un altro camion che scambia per Mack, si perde e finisce sulla Route 66. Credendo che gli scoppiettii della marmitta dello Sceriffo locale, che lo insegue, siano spari, scappa e si ritrova per caso in una cittadina nel bel mezzo del nulla. Dopo che gli si attacca addosso una recinzione di filo spinato, finisce per sradicare la statua di Stanley, il fondatore della città in cui si trova, il cui picchetto rompe tutta la strada e termina la sua corsa appeso a un palo del telefono.
Il mattino seguente, Saetta si sveglia prigioniero in un recinto, bloccato da una ganascia, dove incontra Carl Attrezzi, per gli amici "Cricchetto", un simpatico carro attrezzi arrugginito e senza cofano, che gli dice che il luogo dove si trovano è la cittadina di Radiator Springs, nella contea di Carburator. Durante il suo processo nel tribunale della cittadina conosce anche l'avvenente Porsche 911 Sally, l'avvocatessa della città, che convince il severo giudice Doc Hudson Hornet a fargli riparare la strada, mentre il giudice inizialmente intendeva semplicemente cacciarlo via. Saetta viene così agganciato a una pesante asfaltatrice di nome Bessie affinché sconti la sua pena.
Saetta, inizialmente insofferente ed arrogante, poco a poco si affeziona agli abitanti della cittadina e, nel corso di tre giorni, anche il lavoro di asfaltatura a cui è stato condannato non gli sembra poi più così pesante. Una notte il giudice affida a Cricchetto l'incarico di sorvegliare Saetta, quindi i due vanno insieme in un campo a rovesciare trattori addormentati, divertendosi moltissimo fino a quando si sveglia il guardiano del terreno, una mietitrebbia di nome Frank, in quel momento Cricchetto si fa prendere dal panico, dopo aver sentito degli agghiaccianti muggiti in lontananza. Frank, accorgendosi degli intrusi e della confusione, insegue Saetta e Cricchetto, tentando di ucciderli; quando Saetta parla con Cricchetto della Piston Cup e dei benefici di un nuovo sponsor, il carro attrezzi gli dice che sogna da sempre di salire a bordo di un elicottero sponsorizzato e Saetta gli promette che cercherà di accontentarlo. 
La mattina successiva Sally e Saetta fanno un giro insieme verso le montagne, in cui raggiungono il Mozzo della Ruota, un albergo per auto in origine molto lussuoso e frequentato, ormai chiuso ed abbandonato da molto tempo. Qui Sally racconta che un tempo viveva e lavorava come avvocato a Los Angeles, dove però si sentiva scontenta, motivo per cui aveva lasciato la California ed era finita per trovare la pace che desiderava a Radiator Springs. Sally racconta poi a Saetta il passato di Radiator Springs: quarant'anni prima l'Interstate 40 non esisteva e l'unica strada percorribile era la Route 66, che seguiva il paesaggio, quindi la cittadina aveva molti clienti e turisti. Tutto cambiò a metà degli anni '80, quando venne costruita l'autostrada vicino a Radiator Springs, che venne così tagliata fuori, scomparendo poi dalle mappe. Senza più clienti in arrivo, alcuni dei precedenti abitanti chiusero definitivamente i loro negozi e lasciarono la cittadina, mentre gli abitanti rimasti trascorsero gli anni a contare l'uno sull'altro, attendendo con pazienza dei clienti.
L'unico abitante di Radiator Springs che non sembra convincersi della bontà di Saetta è Doc, il quale, come lo stesso Saetta ha scoperto, ebbe un glorioso passato nel mondo delle corse finito in modo tragico: è infatti il grande Hudson Hornet, che vinse consecutivamente ben tre Piston Cup all'inizio degli anni '50, per poi avere un tremendo incidente nel 1954, a seguito del quale si era ritirato essendo stato messo in disparte, cominciando a considerare le auto da corsa egoiste ed indifferenti ai sentimenti altrui. Il giorno dopo Saetta finisce di riparare la strada, ma prima di andarsene decide di fare una serie di acquisti presso i negozi della città, diventandone così il primo cliente a distanza di molti anni, e di fare una sorpresa a Sally una volta scesa la sera, rivelando di aver fatto aggiustare per l'occasione le insegne al neon agli abitanti. Non riuscendo più a sopportare la presenza in città dell'auto da corsa, Doc contatta la stampa e segnala che Saetta si trova a Radiator Springs, quindi un'enorme folla di giornalisti invade la città e sopraggiunge anche Mack, che carica Saetta sul rimorchio e lo porta alla gara in California. Sally scopre tutto e accusa il giudice di essere stato egoista e di agire secondo ciò che è meglio per lui anziché ciò che è meglio per gli altri. Gli abitanti, tristi per la partenza del loro nuovo amico, spengono tutte le luci e vanno a dormire, lasciando un pensieroso Doc da solo davanti al semaforo.
Saetta affronta la gara con poco entusiasmo, essendo anche lui triste per non aver potuto salutare gli abitanti di Radiator Springs; pensando soprattutto a Sally, si distrae e si ritrova con un giro di svantaggio. Improvvisamente dai box sente le voci di tutti i suoi amici, in particolare di Doc, che hanno deciso di aiutarlo a vincere la gara facendogli da squadra, con Doc stesso che fa da caposquadra. Rinfrancato, Saetta recupera, giro dopo giro, il terreno perso e, grazie anche all'uso di alcune manovre insegnategli da Doc, riesce a portarsi in vantaggio. La gara è a un solo giro dal termine e Saetta si trova nettamente in testa, quando improvvisamente Chick dà un forte spintone a "The King", mandandolo fuori pista e facendogli subire un grave incidente. Saetta vede sugli schermi l'auto sfasciata e, ricordandosi dell'ammirazione che nutriva per essa nonché dell'incidente di Doc, tra l'incredulità del pubblico inchioda davanti al traguardo, rinunciando così alla vittoria in favore di Chick, quindi esce di pista, recupera generosamente "The King" e lo spinge oltre il traguardo, permettendogli così di finire la sua ultima gara.
Nessuno è compiaciuto della vittoria di Chick, a cui viene sbattuta sul cofano la Piston Cup nel mezzo di una pioggia di insulti, mentre Tex, il proprietario della Dinoco, offre comunque a Saetta la possibilità di diventare il nuovo volto aziendale. Saetta però decide di rinnovare la fiducia al suo vecchio sponsor, che in fondo gli ha dato una grossa opportunità: l'unica cosa che chiede a Tex è di permettere a Cricchetto di fare un giro su un loro elicottero privato, mantenendo la promessa che gli aveva fatto e mostrandogli dall'alto Radiator Springs con il suo nuovo svincolo autostradale. Proprio a Radiator Springs viene posta la scuderia di Saetta, stabilitosi lì per vivere con Sally ed i nuovi amici. In questo modo non solo la città riprende ad essere indicata sulle mappe, ma si ritrova ad avere nuovamente molti frequentatori come ai suoi tempi d'oro ed anche il Mozzo della Ruota riapre i battenti.

## Personaggi
- Saetta McQueen: il protagonista del film, è una giovane automobile NASCAR da corsa rossa liberamente ispirata alla Dodge Viper e alla Chevrolet Corvette C6. È un astro nascente con l'ambizione e il sogno di diventare la prima auto a vincere la Piston Cup da esordiente e ottenere i benefici che la vittoria gli porterebbe, primo fra tutti la prestigiosa sponsorizzazione "Dinoco". Inizialmente egocentrico e desideroso solamente di farsi conoscere ed ottenere visibilità, al punto da rifiutare di avere qualcuno che lo aiuti, a causa di una serie di inconvenienti finisce nella sperduta e sonnacchiosa cittadina di Radiator Springs, lungo la Route 66, cambiando radicalmente: incontra Sally, Cricchetto, Doc Hudson, Luigi, Guido, Ramon, Fillmore ed altri personaggi con cui fa amicizia e che gli fanno comprendere che la vita non è fatta solo di corse, premi e prestigio ma sono ben altri i valori che contano. Creatore del suo motto personale ("Ka-Chow", in italiano "Ciao-Ciao"), Saetta è definito da molti un talento naturale che non sbaglia mai un colpo. Il suo cognome è un omaggio a Glenn McQueen, un animatore Pixar morto per melanoma a Berkeley in California il 29 ottobre 2002. Il suo numero di gara è il 95 (originariamente doveva essere il 57). Nella versione originale è doppiato da Owen Wilson e in italiano da Massimiliano Manfredi.
- Carl Attrezzi, detto Cricchetto: co-protagonista del film è un Chevrolet Task-Force, è il carro attrezzi di Radiator Springs, dove è l'unico addetto al soccorso stradale e gestisce un'officina. Nonostante l'età, a causa della quale ha perso il cofano ed un fanale anteriore e si è ritrovato praticamente tutta la carrozzeria ricoperta di ammaccature e ruggine, si vanta di avere il più veloce cavo da traino della contea. Come mostrato in un flashback, inizialmente era di colore azzurro e possedeva sia il cofano che entrambi i fanali anteriori funzionanti. Alla fine del film preferisce fare un volo su un elicottero della Dinoco che tornare azzurro come era in origine. Nonostante alcuni lo considerino stupido, è generoso, ottimista, simpatico e divertente; è il primo personaggio a stringere amicizia con Saetta e nel corso della storia gli si dimostra sempre fedele fino a diventare il suo migliore amico. Il suo intercalare tipico è "Fischia!". Il suo numero è il 113. Nella versione originale è doppiato da Larry the Cable Guy e in italiano da Marco Messeri.
- Sally Carrera: una Porsche 911 Carrera che di professione fa l'avvocatessa e gestisce anche il motel di Radiator Springs. Inizialmente viveva e lavorava a Los Angeles, dove tuttavia non si sentiva felice, motivo per cui decise di abbandonare la California ed il suo stile di vita frenetico; dopo un lungo viaggio si ruppe proprio a Radiator Springs, dove gli abitanti la ripararono e la accolsero, decidendo infine di restarvi a vivere per la bellezza del paesaggio locale. Di carattere solare e intraprendente, Sally ha assunto il ruolo di avvocatessa della città, preoccupandosi di preservarla, allo scopo che essa possa essere nuovamente inserita sulle mappe. Si innamora di Saetta McQueen e ne diventerà la fidanzata. Da un sondaggio della rivista Top Gear, Sally è risultata essere una delle 100 automobili più sexy del cinema.[2] Nella versione originale è doppiata da Bonnie Hunt e in italiano da Sabrina Ferilli.
- Doc Hudson: una Hudson Hornet del 1951, è il medico-meccanico della piccola clinica-officina a Radiator Springs, nonché il giudice nel tribunale del traffico di Radiator Springs. Ha avuto un glorioso passato come automobile da corsa, vincendo tre volte di fila la Piston Cup, per poi ritirarsi dopo un terribile incidente in seguito al quale nessuno lo degnò più di considerazione; per tale motivo iniziò ad odiare fortemente le auto da corsa, ritenendole indifferenti ai sentimenti altrui. Apparentemente molto severo, scorbutico ed insensibile, nasconde in realtà un animo buono, in quanto alla fine del film riuscirà a mettere da parte i suoi pregiudizi e deciderà di aiutare ed allenare Saetta. È ispirato a un pilota realmente esistito, Herb Thomas, che, alla guida di una Hudson Hornet, vinse due campionati negli anni cinquanta e poi si ritirò in seguito a un grave incidente. Il suo numero era il 51. È doppiato nella versione originale da Paul Newman e in italiano da Cesare Barbetti, al suo ultimo doppiaggio prima della morte il 13 settembre 2006.
- Ramon: una Chevrolet Bel Air IV artista della verniciatura, è il proprietario della Casa della body Art, atelier di carrozzeria a Radiator Springs. Non avendo avuto nessun cliente per molti anni, come gli altri lavoratori di Radiator Springs, ha passato il tempo a ridipingere continuamente sé stesso, probabilmente per non perdere l'abilità professionale, motivo per cui compare ogni volta con una carrozzeria con colori diversi. È il marito di Flo e parla con accento spagnolo. Ha la capacità di sollevarsi da terra grazie a degli ammortizzatori particolari. Nella versione originale è doppiato da Cheech Marin e in italiano da Eugenio Marinelli.
- Flo: un prototipo della General Motors per il Notorama del 1957, è la proprietaria del distributore-ristorante Café V8, l'unica stazione di servizio della zona. È la moglie di Ramon, che è la ragione per cui ha deciso di vivere a Radiator Springs. In una scena eliminata si scopre essere arrivata lì durante una tournée di ballerine. È doppiata in originale da Jenifer Lewis e in italiano da Barbara Castracane.
- Sergente: una Jeep Willys la cui vita ruota intorno al suo passato da militare nella seconda guerra mondiale. Espone una bandiera a stelle e strisce, inizia ogni giornata con la sveglia militare e gestisce un negozio di articoli militari e residuati bellici. È continuamente in contrasto con il suo vicino Fillmore, che mette continuamente in dubbio la sua autorità. Chiama tutti i suoi amici soldato. È doppiato in originale da Paul Dooley e in italiano da Rodolfo Bianchi.
- Fillmore: un Volkswagen Transporter T1, è un hippy ossessionato dalle teorie del complotto, vicino di casa del militare Sergente, con il quale è continuamente in conflitto. Inizia ogni giornata ascoltando l'inno nazionale suonato da Jimi Hendrix (in contrasto con la sveglia militare di Sergente) e chiama tutti i suoi amici amico. Fabbrica in casa il suo ottimo "bio-carburante" alternativo, realizzato con componenti naturali. Il suo nome è un riferimento al Fillmore East, un locale che fu teatro di vari concerti rock durante gli anni sessanta e settanta. Nella versione originale è doppiato da George Carlin e in italiano da Ennio Coltorti.
- Luigi: una Fiat 500 gialla, è il gommista di Radiator Springs, proprietario della Casa della gomma (Casa Della Tires), che gestisce insieme a Guido. Amichevole e generoso, Luigi è un grande appassionato di corse automobilistiche, anche se segue esclusivamente le Ferrari. La sua targa è 445-108, numeri che corrispondono alla latitudine e alla longitudine della posizione dello stabilimento Ferrari a Maranello. Nella versione originale è doppiato con un accento italiano da Tony Shalhoub, mentre in italiano è doppiato da Marco Della Noce con un accento emiliano.
- Guido: è un carrello elevatore azzurro simile ad una Iso Isetta, assistente e miglior amico di Luigi, con cui condivide la passione per le Ferrari e il sogno di effettuare, un giorno, un vero pit stop durante una gara, sogno che realizzerà cambiando le gomme in gara a Saetta. Parla solo in italiano nella versione inglese del film (il suo nome deriva dal fatto che a dargli voce in tale versione è l'effettista italiano Guido Quaroni) e solo in dialetto modenese nella versione italiana, in cui è doppiato da Alex Zanardi.
- Sceriffo: è una Mercury Eight III della polizia, responsabile della sicurezza pubblica a Radiator Springs. Il suo motto è "Nella mia città non si corre!", che esclama prima di partire all'inseguimento di qualche fuorilegge. Nella versione originale è doppiato da Michael Wallis e in italiano da Vittorio Di Prima.
- Red: è un camion dei pompieri, grande e grosso ma anche molto timido e sentimentale, che spesso scappa via piangendo quando qualcosa lo fa rattristare o commuovere. Ha le sembianze di un American LaFrance 700/800/900. Ama i fiori, infatti lo si vede spesso mentre li innaffia con il proprio idrante. Nella versione originale è doppiato dal co-regista Joe Ranft, al quale il film è dedicato.
- Lizzie: una Ford Model T del 1923, vedova di Stanley, il fondatore di Radiator Springs, è proprietaria di un negozio di souvenir. È quasi sorda (non comprende mai cosa le si dice) e trema sempre per la vecchiaia. Nella versione originale è doppiata da Katherine Helmond e in italiano da Francesca Palopoli.
- Mack: un autoarticolato Mack Super-Liner degli anni ottanta, è il camion amico e assistente di Saetta, che trasporta verso i luoghi delle gare. Nella versione originale è doppiato da John Ratzenberger e in italiano da Renato Cecchetto.
- Chick Hicks: una Buick Grand National del 1987, è l'antagonista principale del film. Da sempre eterno secondo nella Piston Cup dietro Strip Weathers, condivide con Saetta McQueen il sogno di vincere la Piston Cup. A differenza dei rivali, però, Chick è abitualmente sleale, prepotente ed egoista e non rinuncia mai a qualche trucco illecito pur di non fallire nelle gare (come far sbandare e finire contro i muretti le auto, causando un grave incidente su tutto il percorso, per tentare di bloccare Saetta, senza comunque riuscirci). Alla fine del film vincerà effettivamente la coppa, dopo la rinuncia di Saetta alla vittoria per salvare Strip Weathers (sbattuto fuori pista proprio da Chick), ma nessuno ne sarà compiaciuto, tanto che sarà vittima di insulti e di lanci di oggetti. Somiglia alla Pontiac Grand Prix IV con cui Richard Petty corse nel campionato NASCAR nel 1983. Il suo numero è l'86. Nella versione originale è doppiato da Michael Keaton e in italiano da Pino Insegno.
- Strip Weathers: una Plymouth Superbird del 1970, è l'indiscusso vincitore di ben sette Piston Cup, al punto di essere stato soprannominato "il Re" ("The King"), nonché il pilota volto della Dinoco da molti anni. Nonostante i numerosi trionfi, Strip è riuscito a rimanere un'auto dal carattere semplice, consapevole che per essere un vero campione bisogna anche e soprattutto affidarsi alla lealtà ed allo spirito di squadra. È gentile con tutti ed è l'idolo di McQueen. Il suo numero è il 43. La sua carriera e palmares sono ispirati al suo doppiatore originale, Richard Petty. In italiano è doppiato da Michele Kalamera.
- Stanley: come si può leggere sotto la statua a lui dedicata, nel centro di Radiator Springs, Stanley è stato il fondatore della città, nel 1909.
- Tex Dinoco: una Cadillac Coupe de Ville, è il ricco proprietario della compagnia petrolifera e scuderia "Dinoco", che fornisce inoltre il carburante per i piloti. Nel finale del film propone a Saetta di essere il nuovo volto della scuderia, ed il protagonista, nonostante avesse tale sogno da tempo, umilmente rifiuta, chiedendo all'imprenditore di accontentare solo il desiderio di Cricchetto di volare su un loro elicottero. Nella versione originale fu doppiato da Humpy Wheeler.
- Bob Cutlass e Darrell Cartrip: rispettivamente una Oldsmobile Aurora e una Chevrolet Monte Carlo, sono i due telecronisti della Piston Cup per il canale televisivo RSN. I due sono caricature di Bob Costas e Darrell Waltrip, loro doppiatori. Nell'edizione italiana sono doppiati dagli allora telecronisti della Formula 1 Gianfranco Mazzoni e Ivan Capelli.
- Rusty e Dusty Rust-eze: rispettivamente una Dodge Dart e un Dodge A100, sono i fondatori e proprietari della Rust-eze, l'azienda produttrice di unguenti antiruggine per paraurti che sponsorizza la scuderia di Saetta McQueen. Sono doppiati rispettivamente dai fratelli radiofonisti Tom e Ray Magliozzi.

Nel film compaiono in forma di cameo Jay Leno (la Lincoln Town Car blu che si chiede se sia più difficile trovare lo scomparso Saetta o un caposquadra per lui, conosciuto come Jay Limo), Mario Andretti (una Ford Fairlane), Dale Earnhardt Jr. (il pilota n. 8 rosso, conosciuto come Junior) e Michael Schumacher (una Ferrari F430), mentre il governatore della California (Sven, un humvee giallo modellato sull'Hummer H1) è stato doppiato in tutte le versioni (in originale da Jess Harnell) con un accento molto simile a quello di Arnold Schwarzenegger, all'epoca governatore del suddetto Stato.

## Produzione

### Sviluppo
La prima idea di un film sulle automobili nacque presso la Pixar nel 1998, quando la produzione di A Bug's Life era quasi completata. Jorgen Klubien aveva scritto le prime bozze della sceneggiatura di un film d'animazione chiamato The Yellow Car, una storia originale in parte ispirata alla fiaba Il brutto anatroccolo. L'idea era quella di un'automobile gialla elettrica che viveva in un mondo di automobili a gas. L'idea era nata dalla scarsa accoglienza che i suoi connazionali avevano avuto in confronto alla CityEl. Alcuni disegni e personaggi originali sono stati sviluppati nel 1998 e i produttori hanno pensato che The Yellow Car poteva essere il prossimo lungometraggio Pixar dopo A Bug's Life, suggerendo di farlo uscire il 4 giugno 1999. Tuttavia, il progetto venne accantonato in favore di Toy Story 2. L'idea venne ripresa successivamente portando alcune modifiche alla sceneggiatura, come l'aggiunta di alcuni personaggi importanti come Carl Attrezzi o Doc Hudson.
John Lasseter ebbe l'ispirazione per la storia durante un viaggio su strada con la famiglia nel 2000. Tornato dal viaggio, Lasseter contattò Michael Wallis, uno storico della Route 66. Wallis ha quindi guidato undici animatori Pixar su delle Cadillac bianche noleggiate in due diversi viaggi su strada lungo il percorso per ricercare il film. Nel 2001 il titolo provvisorio del film era Route 66, ma in seguito si optò per il titolo "Cars" per evitare di confonderlo con l'omonima serie degli anni '60; inoltre, inizialmente il numero di Saetta McQueen era "57" (riferimento al 1957, l'anno di nascita di John Lasseter), ma si decise di cambiarlo in "95" (riferimento al 1995, l'anno di uscita del primo film della Pixar, Toy Story - Il mondo dei giocattoli).
La Ferrari doppiata da Michael Schumacher nell'ultima scena è una F430, modello concesso in anteprima alla Pixar dalla casa automobilistica italiana prima ancora che uscisse nei concessionari.

### Bambini di produzione
Nei titoli di coda del film è stata inserita una sezione dedicata ai bambini di produzione.
I bambini di produzione sono bambini nati da chiunque sia coinvolto nella realizzazione di un film durante la sua produzione. La frase generalmente si riferisce a una sezione dei titoli di coda dei film, che elenca i nomi dei bambini. L'usanza di pubblicare elenchi di bambini di produzione è iniziata con i film d'animazione e si trova ancora principalmente in quel mezzo, riflettendo l'influenza delle esperienze familiari sulla narrazione in tali film.

## Promozione
Dopo che il primo teaser ne annunciava l'uscita per la fine del 2005, successivamente la data di uscita fu posticipata al 9 giugno 2006 per gli Stati Uniti, mentre in Italia uscì il 23 agosto.
Il trailer della pellicola, uscito nel 2005, contiene molte scene create appositamente, che non compaiono nella versione finale del film.

## Distribuzione
Il film è stato distribuito nelle sale cinematografiche statunitensi a partire dal 9 giugno 2006. In Italia dal 23 agosto.

### Edizione italiana
La direzione del doppiaggio e i dialoghi italiani sono a cura di Carlo Valli, per conto della Cast Doppiaggio srl. La versione italiana può vantare importanti doppiatori non di professione, come il comico Marco Messeri, l'attrice Sabrina Ferilli e diversi personaggi legati al mondo dei motori: i piloti Alex Zanardi, Jarno Trulli, Giancarlo Fisichella ed Emanuele Pirro, il comico Marco Della Noce (noto per il personaggio del meccanico ferrarista Oriano Ferrari), i telecronisti RAI della Formula 1 Gianfranco Mazzoni e Ivan Capelli ed il cronista motociclistico Giovanni Di Pillo. Al doppiaggio prendono parte anche importanti figure del doppiaggio italiano, come Massimiliano Manfredi, Cesare Barbetti, Pino Insegno, Michele Kalamera, Barbara Castracane e molti altri.

#### Curiosità sull'ed. italiana
In tutte le versioni la Ferrari F430 che compare verso la fine del film è stata doppiata da Michael Schumacher. Nella scena in cui compare l'Autodromo Internazionale di Los Angeles, il cronista Bob Cutlass esordisce con «Un cordiale saluto a tutti gli appassionati», la stessa frase con cui Gianfranco Mazzoni, doppiatore del personaggio nella versione italiana, è solito aprire le telecronache dei Gran Premi di Formula 1. Mentre nella versione inglese Luigi (la Fiat 500 gialla) parla con un forte accento italiano e Guido (il muletto azzurro) parla esclusivamente in lingua italiana (incomprensibile a gran parte del pubblico americano), nella versione italiana Luigi (Marco Della Noce) parla con un forte accento emiliano mentre Guido (Alex Zanardi) parla esclusivamente in dialetto bolognese (incomprensibile a gran parte del pubblico italiano) e per i suoi dialoghi, nel DVD, non sono presenti i sottotitoli. Nelle altre versioni Guido è doppiato da Danilo De Girolamo. In più, le tre auto modificate "DJ", "Wingo" e "Boost" sono state doppiate rispettivamente da Jarno Trulli, Emanuele Pirro e Giancarlo Fisichella, tutti e tre ex piloti di Formula 1.
In una scena durante i titoli di coda, vengono proiettati degli spezzoni tratti da film Pixar precedenti (Toy Story, Monsters & Co. e A Bug's Life) con i personaggi ritratti in versione automobilistica: Fabrizio Frizzi (Woody), Massimo Dapporto (Buzz), Tonino Accolla (Mike) e Adalberto Maria Merli (Sulley) riprendono i loro ruoli in questi cameo mentre Hamm, lo Yeti e P.T. Pulce sono doppiati nuovamente da Renato Cecchetto, la stessa voce di Mack che fa dei commenti ironici al riguardo (anche in originale viene mantenuta questa continuità con le voci originali che ritornano a doppiare i loro personaggi). Flik, protagonista di A Bug's Life, è doppiato da Massimiliano Manfredi, qui voce di Saetta McQueen, mentre in originale è doppiato da Dave Foley.

## Accoglienza

### Incassi
Nel 2006 il film si è piazzato al secondo posto nella classifica degli incassi negli Stati Uniti con 244 082 982 dollari e al sesto posto nel mondo con 461 983 149$ con un budget stimato di 120 milioni di $.

### Critica
Sul sito aggregatore di recensioni Rotten Tomatoes il film ha un tasso di gradimento del 74% con il consenso: "Cars - Motori ruggenti offre prelibatezze visive che compensano la sceneggiatura un po' debole, aggiungendo un diversivo soddisfacente per i più giovani" basata su 197 recensioni.

## Riconoscimenti
- 2007 - Premio Oscar
  - Nomination Miglior film d'animazione a John Lasseter
  - Nomination Miglior canzone (Our Town) a Randy Newman
- 2007 - Golden Globe
  - Miglior film d'animazione
- 2007 - Premio BAFTA
  - Nomination Miglior film d'animazione a John Lasseter
- 2007 - Grammy Award
  - Miglior canzone (Our Town) a Randy Newman
  - Nomination Miglior compilation a Randy Newton e Chris Montan
- 2006 - National Board of Review Awards
  - Miglior film d'animazione
- 2006 - Satellite Award
  - Nomination Miglior film d'animazione o a tecnica mista
- 2007 - Saturn Award
  - Miglior film d'animazione
- 2006 - Los Angeles Film Critics Association Award
  - Nomination Miglior film d'animazione a John Lasseter e Joe Ranft
- 2007 - Golden Reel Award
  - Miglior montaggio sonoro (Effetti sonori)
- 2007 - People's Choice Awards
  - Miglior film per la famiglia
  - Miglior canzone (Life is a highway) a Rascal Flatts
  - Nomination Miglior film
  - Nomination Miglior canzone (Real Gone) a Sheryl Crow
- 2006 - Visual Effects Society Awards[7]
  - Miglior personaggio animato (Carl Attrezzi)
- 2007 - Annie Award
  - Miglior film d'animazione
  - Miglior colonna sonora a Randy Newman
  - Nomination Miglior regia a John Lasseter
  - Nomination Miglior sceneggiatura a Dan Fogelman
  - Nomination Migliori effetti animati a Keith Daniel Klohn e Erdem Taylan
  - Nomination Miglior animazione dei personaggi a Carlos Baena, Bobby Podesta e John Lasseter
  - Nomination Miglior scenografia a William Cone
- 2007 - ASCAP Award
  - Top Box Office Films a Randy Newman
- 2007 - Critics' Choice Movie Award
  - Miglior film d'animazione
  - Nomination Miglior colonna sonora
- 2007 - Central Ohio Film Critics Association Awards
  - Miglior film d'animazione
- 2006 - Golden Trailer Awards
  - Nomination Miglior film d'animazione/per la famiglia
  - Nomination Miglior voce fuori campo
- 2007 - Hollywood Film Festival
  - Miglior film d'animazione a John Lasseter
- 2007 - Kids' Choice Awards
  - Nomination Miglior film d'animazione
- 2006 - New York Film Critics Circle Awards
  - Nomination Miglior film d'animazione
- 2007 - PGA Awards
  - Miglior produttore a Darla K. Anderson
- 2006 - Southeastern Film Critics Association Awards
  - Miglior film d'animazione
- 2007 - Austin Film Critics Association
  - Miglior film d'animazione
- 2007 - Awards Circuit Community Awards
  - Miglior film d'animazione
- 2007 - Gold Derby Film Awards
  - Miglior film d'animazione
- 2006 - Golden Schmoes Awards
  - Miglior film d'animazione
- 2007 - International Cinephile Society Awards
  - Nomination Miglior film d'animazione
- 2006 - International Film Music Critics Award
  - Nomination Miglior colonna sonora a Randy Newman
- 2007 - Iowa Film Critics Awards
  - Miglior film d'animazione
- 2007 - Italian Online Movie Awards
  - Miglior film d'animazione
- 2006 - North Texas Film Critics Association
  - Miglior film d'animazione
- 2006 - Oklahoma Film Critics Circle Awards
  - Miglior film d'animazione
- 2007 - Online Film & Television Association
  - Nomination Miglior film d'animazione a Darla K. Anderson
  - Nomination Miglior performance fuoricampo a Larry the Cable Guy
  - Nomination Miglior performance fuoricampo a Owen Wilson
  - Nomination Miglior montaggio sonoro a Vince Caro, Doc Kane, Tom Myers e Gary Summers
  - Nomination Migliori effetti sonori a Tom Myers e Michael Silvers
- 2007 - Online Film Critics Society Awards
  - Nomination Miglior film d'animazione
- 2006 - St. Louis Film Critics Association
  - Miglior film d'animazione / per bambini a John Lasseter
- 2007 - Tokyo Anime Award
  - International Theater Award a John Lasseter
- 2006 - World Soundtrack Awards
  - Miglior canzone (Our Town) a James Taylor e Randy Newman

## Sequel e spin-off
Il sequel, intitolato semplicemente Cars 2, è uscito nel giugno del 2011, con la conferma del ritorno alla regia di Brad Lewis.
Nel 2013 è uscito uno spin-off dal titolo Planes e nel  2014 il suo sequel Planes 2 - Missione antincendio.
Con la medesima ambientazione del lungometraggio è stato ricavato il cortometraggio Carl Attrezzi e la luce fantasma, la serie di cortometraggi Cars Toon e la serie animata Cars on the Road.
Nel 2014, la Pixar annuncia la produzione di Cars 3, uscito il 16 giugno 2017 negli USA e il 14 settembre dello stesso anno in Italia.

## Serie televisiva
Da Cars è stata creata una serie animata di 15 episodi chiamata Cars Toons, nella quale il protagonista è Cricchetto.
Una serie basata sul film è stata annunciata da Pete Docter (il direttore creativo della Pixar) nel dicembre 2020. La serie televisiva d'animazione, incentrata su McQueen e Cricchetto e chiamata Cars on the Road, è uscita nel 2022 ed è trasmessa su Disney+.